# المدار کارامانف
المدار کارامانف (انگلیسی: Alemdar Karamanov; ۱۰ سپتامبر ۱۹۳۴ – ۳ مهٔ ۲۰۰۷) آهنگساز، و نوازنده پیانو اهل اتحاد جماهیر شوروی سوسیالیستی بود.